# Fides Romana
Fides Romana (deutsch: Treue zu Rom) war eine Laienvereinigung von katholischen deutschen Männern, die 1946 von Hans Struth in Köln gegründet wurde. Die Mitglieder setzten sich für die katholische Kirche und das Papsttum ein.

## Geschichte
Die erste Satzung wurde am 13. Mai 1946 verfasst, die Ziele und Grundsätze der Vereinigung wurden am 1. November 1950 erneuert. Ihr bekanntestes Mitglied und stellvertretender Leiter war der ehemalige Bundesminister für Familienfragen, Franz-Josef Wuermeling. Er überreichte Papst Pius XII. eine Sammlung mit über 3000 schriftlichen Ehrenerklärungen deutscher Mitglieder. Die Vereinigung wurde um 1964 inaktiv und später mit den gleichen Zielen von der  „Bewegung für Papst und Kirche“ fortgesetzt, diese war Herausgeberin der Zeitschrift „Der Fels“.

## Grundsätze
Hans Struth, Chefredakteur der katholischen Illustrierten „Feuerreiter“ und Gründer skizzierte in einem Rundschreiben vom 8. November 1951 die Grundsätze der Vereinigung:

„Die Fides Romana (FR) als eine Laienvereinigung katholischer Männer für Kirche und Papst versteht sich als Elitesystem, das seine Schlagkraft und ihren Ruf als einer untadeligen Garde des Papstes in den gesellschaftlichen Wandlungsprozess einbringen will. Natürlich müssen alle Katholiken von Liebe und Begeisterung zum Oberhaupt der Kirche erfüllt sein, und jeder katholische Christ muss auf die Stimme Petri hören. Die FR aber stellt die geistig geschulten und sich ständig schulenden Aktivisten, jene kleine Kernschar von Männern, die sich zu besonderem Einsatz für des Papstes Ehre und Rechte, zu besonderen Leistungen verpflichten, auf dass das Wort des Papstes überall vernommen wird.“

Die Vereinigung zählte zu ihren Aufgaben die Verbreitung und Verwirklichung päpstlicher Verlautbarungen im öffentlichen Leben.

## Schenkungen
Die Vereinigung stiftete dem Fuldaer Dom eine Gedenkplatte, auf der an die dortige Messfeier des damaligen Apostolischen Nuntius in Deutschland und späteren Papstes Pius XII. erinnert wird.
Die Kölner Domfenster in der Marienkapelle des Kölner Doms sind den vier letzten Pius-Päpsten gewidmet. Die Glasgemälde, geschaffen von Wilhelm Geyer, stiftete die Fides Romana zu Ehren von Papst Pius XII. Die Glasgemälde wurden zum Katholikentag 1956, der in Köln stattfand, eingesetzt.